# ورا گالوشکا-دویونووا
ورا گالوشکا-دویونووا (انگلیسی: Vera Galushka-Duyunova; ۱۱ آوریل ۱۹۴۵ – ۲ مارس ۲۰۱۲) بازیکن والیبال اهل اتحاد جماهیر شوروی سوسیالیستی بود.